# Seo (Stenico)
Seo è una frazione del comune di Stenico in provincia autonoma di Trento.

## Storia
Seo è stato un comune italiano istituito nel 1920 in seguito all'annessione della Venezia Tridentina al Regno d'Italia. Nel 1928 è stato aggregato al comune di Stenico.